# Beaver River
Beaver River (przejściowo Beaver River Corner) – miejscowość (community) położona w Kanadzie, w najbardziej na południe wysuniętej części prowincji Nowa Szkocja, założona pod koniec XVIII wieku. W 1956 liczyła 103 mieszkańców.

## Nazewnictwo
Miejscowość wzięła swoją nazwę od rzeki noszącej to samo miano, nazwanej tak od okolicy, która obfitowała w bobry – miejscowi Indianie prawdopodobnie określali to miejsce mianem Wesek („dom bobra”), pod koniec XIX i na początku XX w. określana była mianem Beaver River Corner.

## Położenie
Miejscowość (community) jest położona około 20–25 km od Yarmouth, na granicy hrabstw: częściowo w Yarmouth i częściowo w Digby (44°00′16″N, 66°08′54″W), w kanadyjskiej prowincji Nowa Szkocja, w jej części najbardziej wysuniętej na południe, na południowy wschód od Salmon River, przy drodze dalekobieżnej Highway 1.

## Historia
Miejscowość zamieszkała głównie przez ludność anglojęzyczną powstała pod koniec XVIII wieku i pierwotnie należały do niej również obszary współczesnych Port Maitland, Short Beach i Sandford. Była ośrodkiem przemysłu drzewnego (z tartakiem) i choć poważnie ucierpiała w wielkim pożarze lasu we wrześniu 1820 (spaliła się większość budynków po północno-zachodniej stronie granicy hrabstwa i kilka po południowo-wschodniej), po którym część dotychczasowych mieszkańców opuściło Beaver River, przenosząc się bliżej wybrzeża (głównie do Green Cove), to jednak w 1828 poświadczona jest tu szkoła (nauczycielem był najpierw John Whetmore, a w 1831 William C. Williams), a 25 kwietnia 1828 powstało z inicjatywy ośmiu mężczyzn (Josiah Porter — główny inicjator, William Perry, Jonathan Raymond oraz Corningowie: David, Daniel B., Ebeneezer, Joseph i David Jr.) towarzystwo wstrzemięźliwości (jedno z pierwszych w całej kolonii; od 1854 pod nazwą Beaver River Total Abstinence Society). Od 1836/1837 znajduje się na terenach przynależnych współczesnym hrabstwom. Poborcami celnymi (collector of customs) w miejscowości byli w drugiej połowie XIX w. kolejno: 1850–1854 Nelson Corning Sr., 1854–1858 William S. Raymond i 1858–1894 Reuben Perry. Urząd pocztowy, który otworzono w 1869 w Beaver River Corner, obsługiwany był do końca XX w. początkowo przez Williama S. Raymonda, a następnie przez Zephaniaha Portera, L.J. Raymond, wreszcie Philipa Doty'ego. W latach 1880–1881 wzniesiono w miejscowości Temperance Hall, przez dziesięciolecia pełniący także rolę lokalnego domu kultury.
Od początku lat 40. XIX w. miejscowość była ośrodkiem baptystów: na jesieni 1841 zorganizowała się gmina baptystów wolnej woli, w kilka lat później gmina kościoła Free Christian Baptist, a w końcu reformowani baptyści (których pastor z Yarmouth Harris Harding wygłaszał wcześniej kazania w tutejszej szkole) zawiązali samodzielną wspólnotę 22 kwietnia 1846. Prawdopodobnie wszystkie trzy grupy początkowo użytkowały ten sam, niewielki zbór, jednak w 1852 grupa wiernych baptystów wolnej woli wybudowała własny (użytkowany prawdopodobnie także przez gminę kościoła Free Christian Baptist, z którym ci pierwsi ostatecznie weszli w unię w 1866). Do schyłku XIX w. wspólnocie baptystów wolnej woli przewodzili kolejno: w latach 1845–1851 – Thomas Brady i John Jenkins (1851–1862 samodzielnie), 1863–1864 – Charles J. Oram, 1867 – David Oram, 1872–1875 – S.M. Royal, 1875–1881 – Calvin Cann, 1881 – James F. Smith, 1885–1888 – Edwin Crowell, 1888 – S.M. Weyman, 1889–1890 – G.M. Wilson, 1892–1893 – Arthur G. Jones. Zbór baptystów reformowanych funkcjonował począwszy od 7 października 1859 przez prawie dwadzieścia lat aż do pożaru z 20 lutego 1879, by potem, od 1 października 1893, użytkować już nowy budynek. Do końca XIX w. wspólnocie baptystów reformowanych przewodzili kolejno: w latach 1846–1847 – William Burton, 1848–1853 – Henry Saunders, 1853–1861 – Thomas C. DeLong, 1862–1872 – Aaron Cogswell, 1872–1875 – Joseph H. Saunders, 1875–1876 – Joseph D. Skinner, 1876–1884 – George B. Titus, 1884–1888 – James I. De Wolfe, 1888–1889 – D.H. Simpson, 1889–1893 – W.H. Robinson, 1889–1893 – Ralph R. Gullison, 1894 – Frank Beattie. Po zawarciu unii w 1905 przez oba odłamy baptystów w prowincjach nadmorskich (Nowy Brunszwik, Nowa Szkocja, Wyspa Księcia Edwarda) zburzono w roku następnym zbór baptystów wolnej woli jako nieużywany.
W 1883 w miejscowości funkcjonowały trzy sklepy, w 1892 i 1919 poświadczony jest jeden sklep; poświadczona w latach 1898 i 1919 najbliższa stacja kolejowa znajdowała się w odległym o niemal 20 km Brazil Lake.
W 1883 i 1892 miejscowość poświadczona została jako ośrodek budowy statków, w latach 60. XX wieku mieszkańcy Beaver River zajmowali się głównie rybactwem, uprawą roli i pracowali w przemyśle drzewnym.

## Demografia
W 1876/1877 miejscowość zamieszkiwało 400 osób, w 1883 – 440 osób, w 1892 – 400 osób, w 1919 – 400 osób, a w 1956 – 103 osoby.

## Polityka
Współcześnie północno-zachodnia część miejscowości należy do okręgu wyborczego (dystryktu) nr 8 (Municipalité de Clare w hrabstwie Digby), a północno-wschodnia – do okręgu wyborczego (dystryktu) nr 4 (Minicipality of the District of Yarmouth w hrabstwie Yarmouth).

## Miejsca o znaczeniu historycznym
Na terenie miejscowości znajdują się trzy miejsca o znaczeniu historycznym (historic places), uwzględnione w kanadyjskim rejestrze dziedzictwa historycznego (Canadian Register of Historic Places; CRHP). Są to cmentarze, pierwszy założony ok. 1815, jeden z najstarszych w tym rejonie, obecnie nieużytkowany (Founders Cemetery; wpisany do rejestru 14 marca 2008; uznany na poziomie prowincji za municipally registered property 11 kwietnia 2007) oraz drugi użytkowany w latach 1852–1907 przez baptystów (Free Will Baptist Cemetery; wpisany do rejestru 17 marca 2008; uznany na poziomie prowincji za municipally registered property 11 kwietnia 2007), a także dom wybudowany w stylu italianizującym (italianate) ok. 1878/1879 dla medyka Johna Harrisa (Dr. John Harris House; wpisany do rejestru 4 kwietnia 2008; uznany na poziomie prowincji za municipally registered property 21 listopada 1990).